# Malkasten

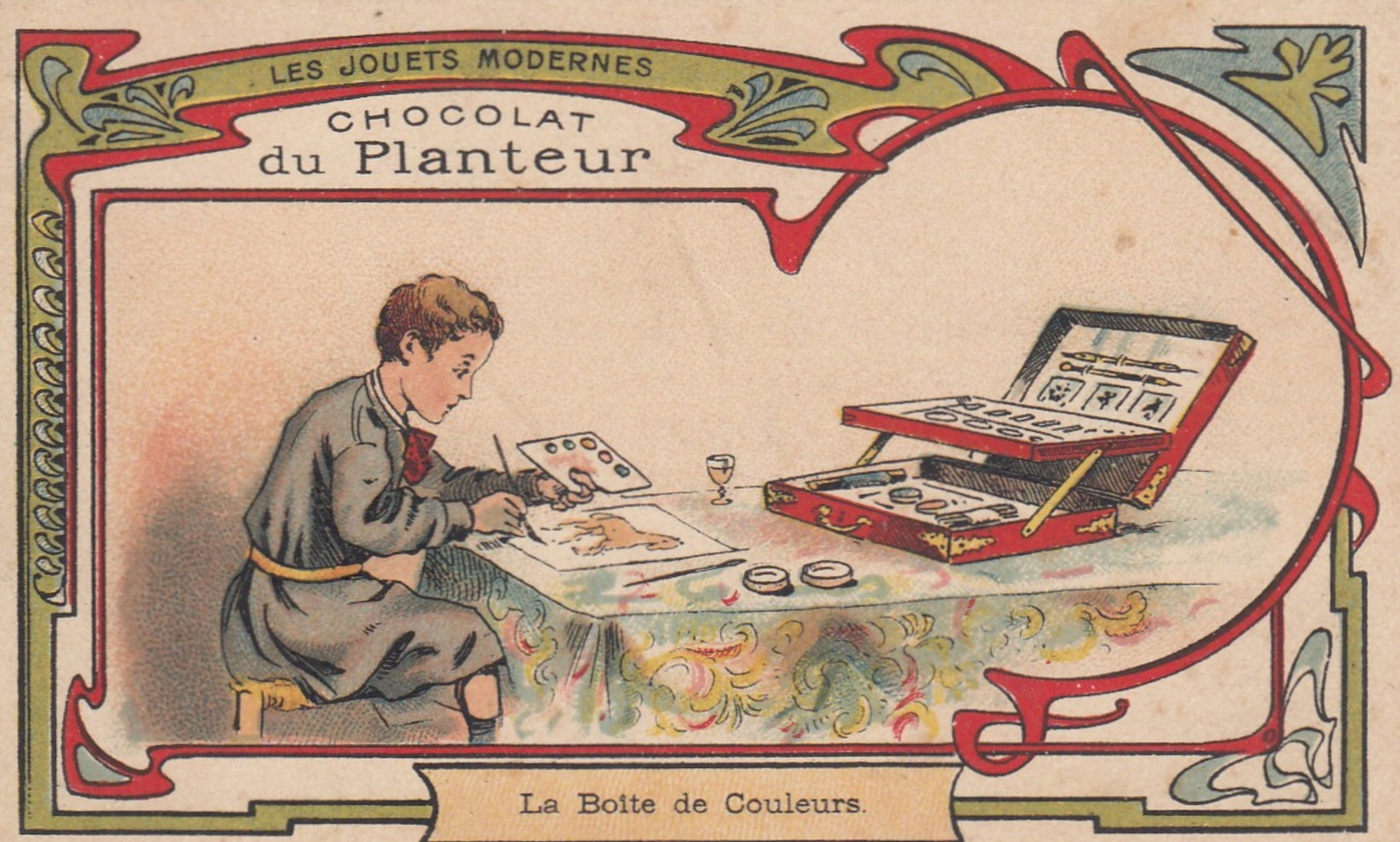
Junge mit Malkasten (französische Sammelkarte um 1900)

Ein Malkasten ist ein meist flacher, verschließbarer Behälter zur Aufnahme von Malutensilien wie Öl- und Aquarellfarben, Pinseln, Paletten usw. Durch einen Schulterriemen lässt er sich leicht transportieren. Entwickelt wurde der Malkasten im 19. Jahrhundert im Gefolge der Freilichtmalerei, ebenso wie die faltbare Feldstaffelei. 
Im Zusammenhang mit dem Fach Kunsterziehung wird im schulischen Bereich der dort gebräuchliche Blechbehälter mit Wasserfarben oftmals ebenfalls als Malkasten bezeichnet (siehe Deckfarbkasten).